# AVIC
AVIC (tên viết tắt từ Aviation Industry Corporation of China (tiếng Trung: 中国航空工业集团公司)) là một doanh nghiệp nhà nước của Trung Quốc về kỹ thuật hàng không và quân sự.

## Lịch sử
Từ khi hình thành với cái tên là Aviation Industry Administration Commission vào ngày 1 tháng 4 năm 1951 trong Chiến tranh Triều Tiên, kỹ nghệ hàng không của Trung Quốc đã cải tổ 12 lần.
Năm 2010, AVIC mua công ty chế tạo động cơ máy bay Hoa Kỳ Continental Motors, Inc. in 2010, và công ty chế tạo máy bay Cirrus vào năm 2011, cũng như hãng chế tạo động cơ máy bay Đức Thielert.
Về mặt quốc tế AVIC được biết tới như là hãng cung cấp các bộ phận máy bay cho các công ty chế tạo máy bay, cũng như ráp máy bay Airbus A320 ở Thiên Tân.
Ngoài ra, các công ty con như hãng COMAC (Commercial Aircraft Corporation of China) và CAIGA cũng chế tạo máy bay riêng như chiếc Comac C919 hay CAIGA Primus 150, hầu cạnh tranh với các hãng phương Tây.

## Sản phẩm
- Chengdu Pterodactyl I

### Trực thăng
- Avicopter AC313
- Avicopter Z-15
- Avicopter Z-11